# Armand Hammer
Armand Hammer (New York, 21 maggio 1898 – Los Angeles, 10 dicembre 1990) è stato un imprenditore statunitense.

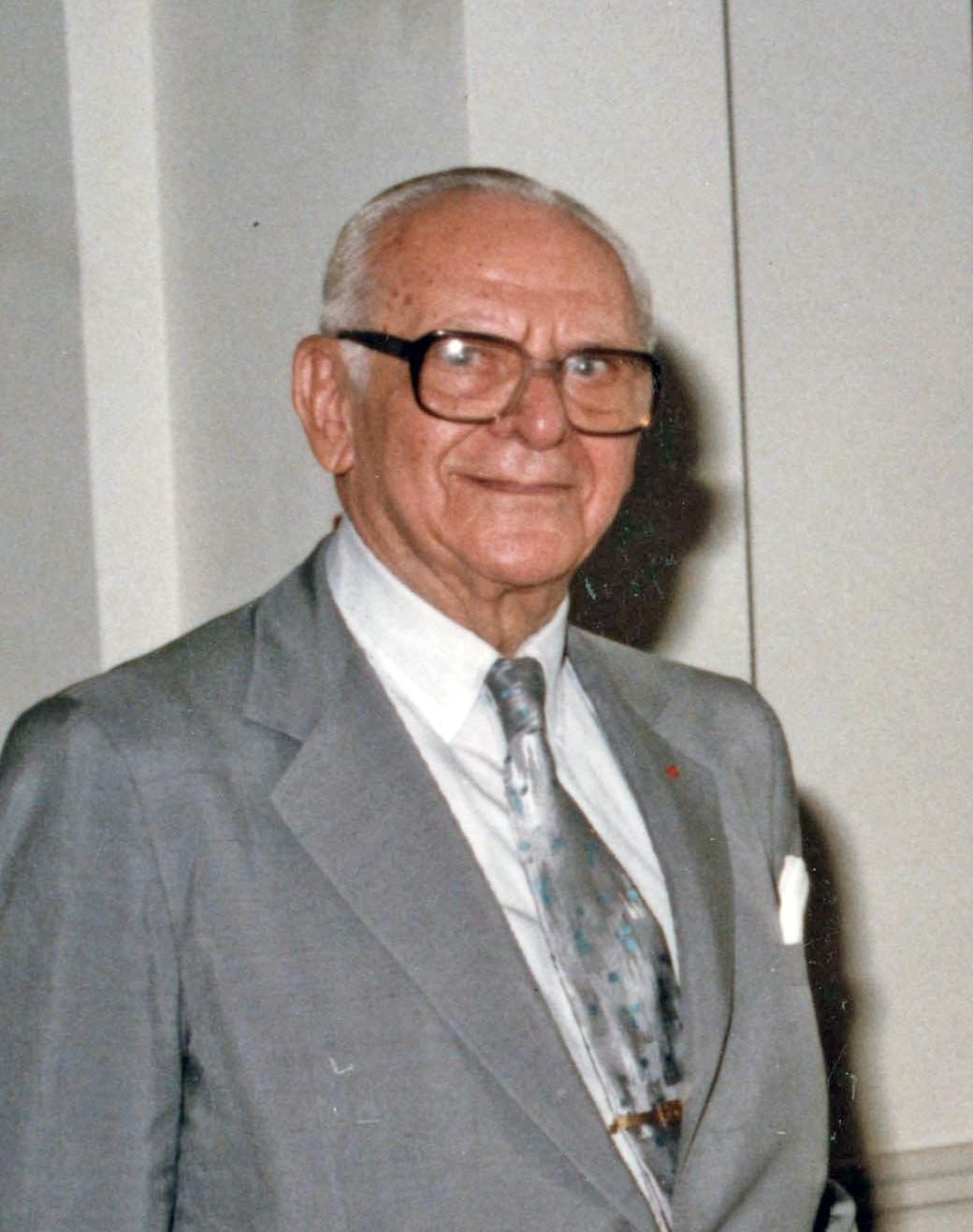
Armand Hammer

Petroliere e collezionista d'arte, fu presidente del consiglio di amministrazione della Occidental Petroleum.

## Inizi
Nacque a Manhattan da Julius e Rose (Robinson) Hammer. Suo padre Julius (originario di una famiglia che aveva fatto fortuna nelle costruzioni navali, per poi cadere in rovina) era originario di Odessa ed era arrivato negli Stati Uniti d'America nel 1875: stabilitosi nel Bronx, Julius fece il medico e gestì cinque drogherie.
Hammer disse che il padre aveva derivato il suo nome da Armand Duval, personaggio de La signora delle camelie di Alexandre Dumas. Secondo Carl Blumay, suo biografo ed ex portavoce, Hammer fu chiamato così dal simbolo "Arm and Hammer" del Socialist Labor Party (SLP), un movimento marxista in cui il padre, convinto socialista, ebbe un ruolo importante. Dopo la rivoluzione d'ottobre, una fazione dello SLP, guidata da Julius Hammer, abbandonò il partito per contribuire a fondare il Partito Comunista degli Stati Uniti d'America.
Durante l'epidemia di influenza spagnola, Julius Hammer praticò un aborto su una donna d'origine russa ammalata di polmonite; la donna morì e Hammer padre scontò due anni e mezzo di prigione a Sing Sing. Poiché l'esecuzione della condanna del padre risale al momento in cui  Armand Hammer  - dopo il Columbia College (BA, 1919) - frequentava la scuola di medicina alla Columbia University (MD, 1921), pur seguendo i corsi Armand si unì ai fratelli nel prendere in gestione le drogherie di famiglia: la scelta si rivelò efficace, conseguendo ottimi affari, grazie alla vendita dei prodotti che i fratelli avevano acquistato a prezzi bassi alla fine della prima guerra mondiale.

## Carriera
Nel 1921, dopo la laurea in medicina, Hammer iniziò una fiorente attività, esportando farmaci ed importando vari beni dall'Unione Sovietica, appena formata. Il rapporto iniziò quando venne inviato in Unione Sovietica per recuperare un credito di 150.000 dollari per medicine inviate durante l'intervento alleato nella Rivoluzione russa: nella medesima circostanza, portò 60.000 dollari in medicinali per aiutare le autorità sovietiche a fronteggiare un'epidemia di tifo. Concluse un contratto con Lenin, ottenendo pellicce e caviale in cambio di un carico costituito dal surplus della produzione di grano americana. 
Il primo viaggio ebbe luogo mentre aspettava che iniziasse il periodo d'internato al Bellevue Hospital; anche se la sua carriera di medico finì con quel viaggio, Hammer proseguì ad essere indicato come "Dr. Hammer". 
Negli anni venti si trasferì in Unione Sovietica per sovraintendere alle sue attività di import-export; gliene derivò una vera e propria competenza nei rapporti commerciali con quel Paese, che si intersecò con lo svolgimento della NEP di Lenin. 
Ritornato negli Stati Uniti, si dedicò a molte attività imprenditoriali, soprattutto petrolifere. I suoi investimenti nel comparto petrolifero sarebbero stati in seguito convogliati nella società Occidental Petroleum.
Durante tutta la sua vita continuò a stringere affari con l'Unione Sovietica e ad intrattenere rapporti personali con i leader sovietici, nonostante il clima della Guerra fredda scoraggiasse simili legami. Nella parte finale della sua vita fece pressioni ed investì molto denaro per instaurare un clima pacifico tra Stati Uniti e i paesi comunisti, inviando anche medici e soccorsi in Unione Sovietica per aiutare i superstiti di Černobyl'.
Politicamente, Hammer era un forte sostenitore del Partito Repubblicano. Contribuì alla campagna elettorale di Richard Nixon con 54.000 dollari. Venne condannato, in quanto una parte di questi contributi sarebbero stati dati illegalmente, ma ottenne il perdono presidenziale da George H. W. Bush.
Allo stesso tempo, il nome di Hammer venne ampiamente sfruttato dalla propaganda sovietica. La contraddizione tra le sue simpatie per l'Unione Sovietica e il suo successo imprenditoriale, come anche il suo coinvolgimento nella politica e negli affari internazionali, hanno posto Hammer al centro di innumerevoli sospetti e teorie cospirative. Pure la sua vicinanza al senatore Democratico del Tennessee Albert Gore senior (padre di Al Gore vicepresidente di Clinton), nonostante l'affiliazione repubblicana di Hammer provocò molte speculazioni.

## Vita privata
Di origine ebraica, Armand Hammer crebbe come Unitariano. Si sposò per la prima volta, con l'attrice Olga Van Root, il 14 marzo 1927; ebbero un figlio, Julius. Si sposò una seconda volta il 19 dicembre 1943, con Angela Zevely e una terza, il 26 gennaio 1956, con Frances Barrett.
Hammer era un grande collezionista, soprattutto di dipinti impressionisti e post-impressionisti. Le sue donazioni personali costituiscono il nucleo della collezione permanente dell'Hammer Museum di Los Angeles.
L'attore Armie Hammer è suo bisnipote.